# Мирмекофилия
Мирмекофилия (от гръцки mýrmēx – мравка и philía – любов, склонност) представлява съвместното съжителство на колониите от мравки с други видове организми, при което се развиват взаимоотношения на симбиоза, паразитизъм или коменсализъм. Обикновено организмите, които имат общо съжителство с мравки, наброяват около 10000 вида с най-голяма гъстота в тропическата екозона.